# 國立陽明交通大學六家校區
國立陽明交通大學六家校區為客家學院所在地。國立陽明交通大學客家文化學院位於新竹縣竹北市六家五路一段1號，於2009年落成啟用，目前國立陽明交通大學僅只有客家文化學院的學生在竹北六家校區就讀。

## 歷史沿革
2000年起，中央政府有籌設客家大學院校的政策目標，亦對臺灣地區客家人比例最高的新竹縣有所期盼。又國立交通大學自從1958年於新竹復校後，即與桃竹苗客家地區緊密結合。基於中央政府、新竹縣政府及以學術發展的考量，於2002年底向教育部提出「國立交通大學客家文化學院」之籌設，並期許交通大學客家文化學院能成為國際級之客家學術研究重鎮及政策研究中心。
因此，新竹縣政府無償提供土地設立客家文化學院，本基地原屬民俗公園計畫用地，客家傳統建築三級古積「問禮堂」座落其中。2006年2月8日，舉辦客家文化學院開工動土典禮，由時任總統陳水扁主持。六家校區原為客家傳統聚落，又是原民俗公園計畫的用地，現在交通大學搭配周遭的建物，形成一個與學術融合的客家聚落，因此交通大學特地用傳統客家「圓樓」造型來打造客家文化學院，已於2009年完工落成啟用。

## 校園環境
「六家校區」為交大第三個成立的校區，客家文化學院建築由建築師謝英俊所設計。

建築風格有著濃濃的客家文化，客家文化學院為「圓樓」的造型，與周遭原計畫成為客家民俗公園裡的「問禮堂」、「大夫第」、「林家祠」等歷史建物為鄰，而且和新瓦屋聚落，僅有一路之隔，因此交大客家學院大樓的啟用，可以成為臺灣第一個客家文化保存區，並期許成為全球客家文化的重鎮。目前為「客家文化學院」為主要的使用單位。問禮堂為當地居民活動的主要場所，不但招募志工，還定期舉辦演講，開設書法班、國樂班等與當地民眾作為交流。
該校區將沒有設計圍牆，讓民眾走進校園，將學校與當地文化做結合。
- 大門
- 問禮堂
- 校園景色
- 客家文化學院

## 開發爭議

### 臺灣知識旗艦園區
臺灣知識經濟旗艦園區特定區計畫（璞玉計畫）是中華民國重大建設之一，地點位於高鐵新竹站附近，本計畫占地四百四十七公頃，包括公共設施用地一百八十二公頃（其中交大新校地用地三十三公頃）、住商用地一百八十三公頃及產業專用區八十二公頃等，為前新竹縣長林光華任內為了加速竹北都市化及高鐵站附近發展所推動的都市計畫。政府於2004年拍板定案。
交大將把新校區成立IC/SoC設計產業，而由台大主導成立新竹生物醫學園區，打造高科技聚落，但因延宕多年，原新竹生物醫學園區於2009年行政院長劉兆玄先生表示將由台灣聯合大學系統接手，造成兩方人馬舌槍論戰。
反對意見
爭議不僅於此，當地居民認為交大拿走了最精華的土地，且在公墓邊及偏遠地區畫為住宅區，對當地居民不公平，而當地居民也認為配地比例和徵收補償不合理，2009年向當時新竹縣長邱鏡淳陳情抗議。有些人則認為會破壞當地的客家文化，讓最後一個客家庄摧毀，對客家文化帶來衝擊，雖然交大說將不設圍牆，並保留歷史建物，但文化學者仍憂心忡忡地認為「就算建築保留能夠使用，這就是保存客家文化嗎」，而且開發案不但讓整個產業結構改變外，農村風貌也勢必消失，這些重要的
客家表徵，未來又該怎麼辦。而當地農民也擔心，做了幾十年的農夫，一旦開發完成，他們就不知道要做什麼工作，說不定要轉行，這就是當地民眾的主要訴求「安居樂業」。
交大回應
由於民眾的質疑，計畫延宕多年，並逐年縮減到約447公頃的規模，2009年內政部營建署通過台灣知識經濟旗艦園區的計畫，而新竹縣政府也公告禁建，並展開區段徵收，但反彈聲浪依舊仍未停止。交通大學璞玉計畫召集人表示：「所有國立大學校地皆登記為國有，交大竹北校區亦屬社會公共財，將以不設圍牆的方式與社區共享，並保留至少30%的綠地、體育設施與歷史建物，像是伯公廟要保留，一些具有歷史紀念的古宅要保留，共有38處重要的歷史建物將保留，並作為學校教學或公共空間。」
進展
目前雙方仍為交大取得那三十三公頃的土地爭論不休。

### 群聯電子產學合作大樓案
2024年4月底，陽明交大校方擬在六家校區古蹟旁興建與群聯電子產學合作的商業辦公大樓，遭到客委會及前新竹縣長林光華質疑客家文資保存會遭破壞，而陽明交大客家學院師生亦發起連署抵制，並指控校方低價出售六家校區七成土地給予群聯電子興建產學合作大樓，且有違歷史意義以及程序正當。同年5月，群聯電子發佈聲明中止捐建國立陽明交通大學六家校區大樓案，自5月7日起中止捐建位於六家校區大樓的後續作業。

## 外部連結
- 客家文化學院校園導覽
- 璞玉計畫暨新校區推動小組*國立陽明交通大學（页面存档备份，存于）